# 杉井儀三郎
杉井儀三郎（日语：／ Sugii Gisaburō，1940年8月20日—），日本男性動畫導演、編劇。日本電影導演協會會員。日本動畫製作者協會（JAniCA）會員。代表作有《鄰家女孩》、《銀河鐵道之夜》、《快打旋風II MOVIE》、《翡翠森林狼與羊》等。杉井興治是龍之子製作公司的動畫師，也是他的弟弟。

## 經歷
杉井儀三郎出身於靜岡縣沼津市。小學5年級中途之前一直住在沼津市。1945年7月，他還遭遇了沼津大空襲。小學時期，他是一個熱愛漫畫的「漫畫少年」。在沼津生活的最後，他對迪士尼的《小鹿斑比》印象深刻，並決定將動畫作為自己的畢生事業。同年，他移居東京並居住在原宿。當時，日本沒有具體的途徑可以進入動畫行業，所以在中學3年級時，他就去找了牛尾走兒拜師，希望成為一名漫畫家。他寫道，他之所以想成為牛尾走兒的學徒，是因為他喜歡牛尾走兒漫畫對建築物中非常精準的描繪。即使中學畢業後，他也沒有繼續讀高中，而是一邊打工，一邊在藝術學校和牛尾的家裡上學。
1958年，在親戚告訴他報紙上刊登了東映動畫的招聘廣告後，他報名參加了公司入職考試。17歲時，他在完成了資料篩選、面試和實踐考試後，加入了東映動畫（據杉井稱，在大約50到60名應試者中，只有大約10人通過）。經過一段時間的訓練後，他被分配到大塚康生的團隊，擔任東映動畫第1部長片《白蛇傳》的動畫工作人員。據大塚康生透露，《白蛇傳》的製作體係由負責原作動畫的森康二、大工原章兩人，以及負責動畫的大塚等6人組成了動畫與原畫之間的「二次小組」，他們和負責動畫的人組成了一個「團隊」。杉井從大塚那裡學到了畫面移動影像的意義，但看到他的作品讓他意識到自己永遠無法成為像大塚那樣的原畫師。杉井寫道「這絕對是一次挫折」。另一方面，大塚方面則在書中將杉井當時的作品描述為「非常講究」，並反復重畫直到滿意為止的作品風格（在印刷目標數量由印刷品決定的情況下）。「我只能用理想主義來形容」他寫道，但後來成為一名演出家並總結道「我失去了作為動畫師創造出色表演的機會，真是遺憾」。
此後，杉井作為動畫師參與了東映動畫的長篇作品（《少年猿飛佐助》、《西遊記》、《安壽和廚子王丸》、《一千零一夜》），但他對這些作品都提不起興趣。另外，他無法融入當時東映動畫蓬勃發展的工會運動，並於1961年離開東映動畫。在2009年的一次訪談中，當時在東映動畫工作的林太郎表示，東映動畫工作人員白川大作告訴他「除非你是大學畢業生，否則你將無法進入演出部門」，他作證說他和杉井是東映動畫的「臨時員工」。
離開東映動畫後，他大約有3個月沒有工作，但東映動畫時的熟人月岡貞夫向他介紹了手塚治虫成立動畫工作室的計劃，於是他加入了虫Production。在前述採訪中，林太郎表示，作為集體談判的條件，東映動畫工會被要求安撫那些被公司「列入黑名單」的員工，杉井說「我不知道他們是否先去了虫Productions」。他參與了虫Productions的第一部短篇動畫《街角的故事》，隨後加入了《原子小金剛》的製作團隊，該片成為日本第1部成熟的電視動畫。他後來表示，他對手塚治虫在本作中引入的有限動畫風格（減少幀數並使用靜止圖像）感到非常震驚。他也開始在虫Productions擔任演出，並成為《原子小金剛》製作的核心成員。
1964年，他與奧田誠治、吉惣司一起從虫Production獨立，成立Art Fresh。主要擔任虫Production《悟空大冒險》、《多羅羅》等作品的總導演。
1969年，他與虫Production的前音響工作人員田代敦巳、明田川進一起創立Group TAC。大約在這個時候，他將《魯邦三世》的第一個動畫項目帶到了東京電影，並負責試播電影的原畫工作（詳情後述）。
1974年，執導電影動畫《傑克與豌豆》，參與電視動畫《漫畫日本昔話》的推出，從此踏上流浪之旅。據說，他的流浪是在他發表將《平家物語》改編為動畫的簡報時開始的。杉井後來寫道，這並沒有什麼重大原因，但他有一種感覺，「可以有靠動畫為生的事情發生嗎？」。他搬到日本各地，以每張500日圓的價格出售帶有「鬼之子」圖案的畫作為生。在流浪期間，基本上他遠離了動畫，但偶爾與Group TAC的前田庸生取得聯繫，為了維持留在東京的家人的生活費，他兼職為《漫畫日本向日葵》剪故事板（分鏡）。當時他把旅行的分鏡寄了過來（除了名義之外，還用了、等名字）。
繼1982年的《孫悟空飛往絲綢之路!!》之後，他於1983年憑藉根據安達充原作改編的特別動畫《最後的冠軍》全面復出。關於《最後的冠軍》，他在旅行時偶然看到了安達充的漫畫並對其產生了興趣，廣告公司的熟人向他詢問了想請你將《最後的冠軍》動畫化的意見，他回答「既然如此，我希望你們讓我擔任導演」。動畫完成後，他曾短暫回歸旅行，但由於《最後的冠軍》的續集已經確定，他決定回歸。
隨後，自1985年起擔任總導演的安達充原作改編的電視系列《鄰家女孩》大受歡迎，並榮獲日本動畫大獎原子獎。
2006年，他擔任京都精華大學漫畫學部動畫學系的全職教授。
2012年7月28日，關於杉井的紀錄片《動畫師 杉井儀三郎》（石岡正人導演）上映。

## 《魯邦三世》與杉井儀三郎
猴子拳的漫畫《魯邦三世》於1971年被改編為電視動畫，此後隨著新動畫的製作而成為熱門系列，而杉井創造了這部動畫的製作機會。杉井在1969年《多羅羅》開播之前，曾在虫Production工作的杉井和勝井千賀雄，將《魯邦三世》製作成動畫的想法帶到了東京電影公司。而東京電影決定將《魯邦三世》作為長篇電影動畫出售給東寶，並於1969年左右製作了《魯邦三世 電視試播電影》，由杉井負責繪製將棋場景與峰不二子的舞蹈場景。《魯邦三世》於1971年被製作成電視動畫，此後又製作了幾部作品，但杉井很長一段時間都沒有作為工作人員參與其中。然而，25年後的1996年，他在「週五電影院」時段執導了電視特別節目《魯邦三世：暮色☆雙子鑽石的秘密》。播出時，負責「週五電影院」電影評論的影評水野晴郎介紹了他擔任策劃的事實。

## 風格
他明確表示，30歲以後，他拍電影的方式發生了變化，在此之前，他一直認為重要的是製作現場能夠在多大程度上再現描繪演出家形象的分鏡，然而，電影製作會根據參與人員和製作情況而變化，他重新考慮了變化並不是一件壞事。根據本身製作《銀河鐵道之夜》的經驗來看，劇本和分鏡都不是最終版本，只是一個臨時（暫定）版本，只要不偏離製片人和導演在策劃時設定的概念，最好由製作現場的工作人員流暢地改變形象，拍出一部生動、扣人心弦的電影。杉井還表示，這種創作方法往往出現在真人電影中，在動畫製作現場很難做到，但他表示，完成的場景包含了參與者的感情，賦予了它們一定的魅力。感覺，有些失敗的電影比失敗很少的電影更精彩、更感動人。

## 評論

### 關於娛樂電影
對於娛樂電影，他說「製作它們的人必須認真對待它們，當這種嚴肅創造出熱情時，你就可以製作有趣的娛樂電影」，並指出，日本娛樂電影衰落的原因是大多電影製片人誤認為它們畢竟是奇觀，並以娛樂的態度來製作它們。他也表示，具有強烈資訊性的文學作品，主題簡單易懂，比娛樂電影更容易製作，也更容易被欣賞，「無論一部娛樂電影有多少訊息，如果人們說它無聊，那就結束了。這就是為什麼我認為它很困難。重點是讓人們認為它很有趣」，表達了製作娛樂電影的困難。他還斷言，日本不擅長製作沒有遺產的娛樂電影，而美國好萊塢電影已經接管了一切，並表示「我認為日本電影可以用動畫做到這一點」。

### 關於遊戲的電影改編
談到遊戲原作的電影，他解釋說，電影中真實的情感存在很重要，並說「看的時候要認真看。看完後，您不必留下任何東西」「一旦你離開電影院，你就可以忘記它。我想要完成遊戲時的清爽感」，他認為，將遊戲拍成電影時，需要創作出給人與玩遊戲一樣感覺的作品。

### 關於本身作品
關於本身執導的電影，「我認為有些電影你看完後就會忘記，而有些電影你不會忘記」他指出，關於《銀河鐵道之夜》，他說「即使在看完之後，有些事情仍然讓我想知道它到底是什麼。事實上，它還沒有解決，這是有意義的」，另一方面，關於《快打旋風II MOVIE》，他說恰恰相反「這是一種令人耳目一新的娛樂節目，讓人回味無窮，看完後什麼都不剩了」。

### 關於動畫的質感
「動畫是一張圖片，所以它沒有任何質感」他指出，動畫導演的工作就是充實動畫的質感，他說「表達的方式很多，像是如何畫線、如何移動畫面，但我是那種追求聲音質感的人」。

### 關於電影製作影碟
他表示，錄像作品應該保持其呈現媒介的形式，而在將戲劇作品製作成影碟格式時，他說「它最好以電影微縮模型的形式呈現給觀眾」「如果他們仍然能感覺自己正在看電影，那就更好了」。

## 評價

### 富野由悠季
動畫導演富野由悠季表示「他擁有廣泛的視覺感受，他是日本動畫界最有才華的人，他就像一個本能地接近動畫詞源意義的薩滿」，這些部分被宮崎駿接手，受到了不公平的聲譽，他斷言「杉井的動畫比宮崎的動畫更優秀」，並決定將《鄰家女孩》改編成電視動畫的復興以及電影動畫《銀河鐵道之夜》的好評感到高興，並明確表示「如果沒有看過《銀河鐵道之夜》，就不能談論動畫」。

## 參加作品
1963年
- 原子小金剛 (1963年版)（日语：鉄腕アトム (アニメ第1作)）（—1966年，編劇、演出、作畫監督、原畫）

1965年
- 新寶島（日语：新宝島 (テレビアニメ)）（作畫監督）

1967年
- 悟空大冒險（導演、首席導演）

1969年
- 魯邦三世 電視試播電影（日语：ルパン三世 パイロットフィルム）（原畫）
- 多羅羅 (1969年版)（總導演[28]）
- 一千零一夜（原畫）

1970年
- 冰之國的米介（演出）

1972年
- 動物村的消防員（演出）

1973年
- 悲傷的貝拉朵娜（作畫監督）
- 互相幫助的歷史 -人壽保險的起源-（演出）

1974年
- 傑克與豌豆（日语：ジャックと豆の木 (1974年の映画)）（導演）

1975年
- 漫畫日本昔話（日语：まんが日本昔ばなし）（—1994年，編劇、演出）

1982年
- 孫悟空飛往絲綢之路!!（日语：孫悟空シルクロードをとぶ!!）（人物設定、演出協力）
- 心跳今夜（—1983年，標題動畫）

1983年
- 最後的冠軍（日语：ナイン (漫画)#ナイン）（導演）
- 劇場版 最後的冠軍（日语：ナイン (漫画)#映画）（導演）
- 最後的冠軍2：戀人宣言（日语：ナイン (漫画)#ナイン2 恋人宣言）（導演）

1984年
- 最後的冠軍 完結篇（日语：ナイン (漫画)#ナイン 完結編）（導演）
- 玻璃假面 (1984年版)（總導演[29]）

1985年
- 銀河鐵道之夜（導演）
- 鄰家女孩（—1987年，總導演、標題動畫）

1986年
- 鄰家女孩：沒有背號的王牌投手（導演、編劇）
- 鄰家女孩2：再見的禮物（總導演）

1987年
- 紫式部 源氏物語（導演）
- 鄰家女孩3：在你離開之後（總導演、編劇）
- 陽光普照（日语：陽あたり良好!#テレビアニメ）（導演）

1988年
- 陽光普照：KA·SU·MI 夢中有你（日语：陽あたり良好!#劇場版アニメ）（監修）

1991年
- Sweet Spot（導演、編劇）

1992年
- 擂台戀曲（日语：のぞみウィッチィズ#OVA）（導演、編劇）

1994年
- 快打旋風II MOVIE（導演、編劇）

1995年
- 快打旋風II V（導演）
- 伊沙米大冒險（總導演）

1996年
- 魯邦三世：暮色☆雙子鑽石的秘密（日语：ルパン三世 トワイライト☆ジェミニの秘密）（導演、編劇）

1998年
- 鄰家女孩 Miss Lonely Yesterday 在那之後的你…（總導演）
- 超級娃娃戰士★莉卡（導演）

1999年
- 超級娃娃戰士★莉卡：麗佳絕體絕命！奇蹟的娃娃騎士（導演）

2000年
- 向陽之樹（導演）

2001年
- 鄰家女孩 CROSS ROAD ～風之速～（總導演）
- 第一神拳（第2期OP分鏡）
- 足球小將翼 (2001年版)（—2002年，導演）

2003年
- （導演）
- 羔羊之歌（導演、編劇、分鏡）
- SPACE PIRATE CAPTAIN HERLOCK（日语：SPACE PIRATE CAPTAIN HERLOCK）（分鏡）

2004年
- 火之鳥（編劇、分鏡）

2005年
- 翡翠森林狼與羊（導演、編劇）

2007年
- 鐵子之旅（日语：鉄子の旅）（OP分鏡）
- 大耳狗 the Movie（導演）

2011年
- 豆富小僧（日语：豆富小僧）（總導演、編劇）

2012年
- 卜多力的一生（日语：グスコーブドリの伝記#2012年映画）（導演、編劇、分鏡）

2017年
- 故鄉再生 日本昔話（日语：ふるさと再生 日本の昔ばなし）（統括）

2019年
- 臨死!! 江古田（日语：臨死!!江古田ちゃん）（第2話導演）
- 海上民間故事小鎮計畫 海上民間故事（—2021年，動畫監修）

## 紀錄片電影
- 《動畫師 杉井儀三郎》 （页面存档备份，存于）

2012年7月28日上映的關於杉井儀三郎的紀錄片。導演：石岡正人。

## 腳註

## 相關項目
- 日本動畫師列表（日语：アニメ関係者一覧）

## 外部連結
- 電影《動畫師 杉井儀三郎》公式官網 （页面存档备份，存于） （日語）